# أهلي الشيرازي
أهلي الشيرازي (ت. 942 هـ) هو شاعر و متصوف ، نسبته إلى شيراز.

## ترجمته
هو محمد بن يوسف بن شهاب الشيرازي، المشتهر بأهلي. عاصر السلطان إسماعيل الصفوي والسلطان طهماسب الصفوي والأمير علي شير النوائي ، والسلطان يعقوب آق قويونلو (القطيع الأبيض) ، ومدحهم وحظي لديهم.
توفي في شيراز 942 هـ عن عمر يناهز الثمانين.

## آثاره
له: «زبدة الأخلاق» و «مجمع البحرين» و «تحفة السلطان» و «سر الحقيقة» و «مخزن المعاني» ، ومثنوية «شمع وپروانه» ومثنوية «سحر حلال» ، و «رباعيات گنجفة» ، وله رسالة في العروض و ديوان شعر.